# Châtres-sur-Cher
 Châtres-sur-Cher  es una población y comuna francesa, en la región de Centro, departamento de Loir y Cher, en el distrito de Romorantin-Lanthenay y cantón de Mennetou-sur-Cher.

## Demografía
| 1144 | 1059 | 1009 | 1110 | 1074 | 1129 | 1069 |
| Para los censos de 1962 a 1999 la población legal corresponde a la población sin duplicidades (Fuente: INSEE [Consultar]) |      |      |      |      |      |      |